# Aristida mexicana
Aristida mexicana là một loài thực vật có hoa trong họ Hòa thảo. Loài này được Scribn. ex Henrard mô tả khoa học đầu tiên năm 1927.